# Gary Kubiak
Gary Wayne Kubiak (* 15. August 1961 in Houston, Texas) ist ein ehemaliger US-amerikanischer American-Football-Trainer und -Spieler. Kubiak gewann dreimal als Assistenztrainer und ein Mal als Head Coach den Super Bowl. Zuletzt war er bei den Minnesota Vikings in der NFL tätig. Als Spieler war er auf der Position des Quarterback aktiv.

## Frühe Jahre
Kubiak ging auf die St. Pius X High School in Houston, Texas, welche er 1978 verließ. Er ging auf die Texas A&M University.

## Spielerkarriere
Kubiak wurde im NFL-Draft 1983 in der achten Runde als 197. Spieler von den Denver Broncos ausgewählt, wo er als Backup-Quarterback für John Elway gedacht war, was er auch bis zu seinem Spielerkarriereende 1991 blieb.

## Trainerkarriere
Kubiak trainierte zunächst auf der Texas A&M University von 1992 bis 1993 die Runningbacks, ehe er  einen Vertrag in der NFL unterschrieb. 1994 war er Quarterback-Coach bei den San Francisco 49ers, wo er unter anderem Steve Young betreute und den Super Bowl XXIX gewann. 1995 wurde er Offensive Coordinator und Quarterback Coach bei den Denver Broncos. Hier gewann er zweimal den Super Bowl (XXXII, XXXIII). Ab der Saison 2003 war er nur noch Offensive Coordinator. Er blieb bis 2005. Ab der Saison 2006 unterschrieb er einen Vertrag als Head Coch bei den Houston Texans, wo er Don Capers beerbte. In seiner ersten Saison als Head Coach wurde er letzter in der AFC South. Die beiden darauffolgenden Jahre konnte er immerhin acht Siege bei acht Niederlagen einfahren. In der Saison 2009 führte Kubiak die Texans dann zum ersten Mal in der Franchise-Geschichte zu einer Saison mit mehr Siegen als Niederlagen (9-7). Allerdings verpassten sie die Playoffs im Entscheidungsspiel gegen die New York Jets. Ein Jahr später wurde er, auf Grund einer miserablen Defense, mit den Texans nur dritter in AFC South. 2011 wurde er das erste Mal erster in der AFC South. Das erste Playoff-Spiel in der Franchise-Geschichte gewann er mit 31-10 gegen die Cincinnati Bengals. Im folgenden Jahr stellte er erneut einen Franchise-Rekord auf, indem er die Saison mit 12 Siegen und 4 Niederlagen beendete. In den Playoffs besiegte er erneut die Cincinnati Bengals, ehe man gegen die New England Patriots eine Runde später mit 41-28 verlor. Am 3. November 2013 kollabierte Kubiak auf dem Spielfeld im Spiel gegen die Indianapolis Colts. Er wurde ins Krankenhaus gebracht, wo bei ihm eine Transitorische ischämische Attacke festgestellt wurde. Am 6. Dezember 2013 dann wurde Kubiak von den Houston Texans gefeuert. In dieser Saison fuhr er nach 13 Spielen nur zwei Siege ein. 2014 heuerte er bei den Baltimore Ravens als Offensive Coordinator an. Am 18. Januar 2015 dann wurde er als Head Coach bei den Denver Broncos eingestellt, wo er in seiner ersten Saison die AFC und den Super Bowl 50 gewann.
Am 1. Januar 2017 trat er aus gesundheitlichen Gründen von seinem Traineramt zurück.
Ab Januar 2019 ist er bei den Minnesota Vikings in beratender Funktion als Assistant Head Coach und Offensive Advisor aktiv. In der Saison 2020 war er Offensive Coordinator der Vikings. Im Januar 2021 gab Kubiak bekannt, dass er seine Trainerkarriere beenden würde.
Im Januar 2022 verkündeten die Panthers Wrocław aus der European League of Football eine Zusammenarbeit mit Kubiak für die Saison 2022.
Als Head Coach fuhr er 82 Siege bei 75 Niederlagen ein. Sein Sohn Klint Kubiak ist ebenfalls Footballtrainer.

## Persönliches
Kubiak ist verheiratet und hat drei Söhne.